# Lype dhumravarna
Lype dhumravarna är en nattsländeart som beskrevs av Schmid 1972. Lype dhumravarna ingår i släktet Lype och familjen tunnelnattsländor. Inga underarter finns listade i Catalogue of Life.